# Mitteilungen des Kunsthistorischen Institutes in Florenz
Die 1908 gegründeten Mitteilungen des Kunsthistorischen Institutes in Florenz zählen zu den wichtigsten internationalen Fachzeitschriften für Kunsthistoriker. Sie erscheinen im Verlag Centro Di in Florenz. Herausgegeben wird die Zeitschrift, die sich besonders der italienischen Kunst von der Spätantike bis zur Gegenwart widmet, vom Kunsthistorischen Institut in Florenz, verantwortlicher Redakteur ist momentan Samuel Vitali. Die in Deutsch, Englisch, Französisch, Italienisch und Spanisch erscheinenden Beiträge durchlaufen ein Peer-review-Verfahren im Double-blind-Prozess. Gegenwärtig erscheinen drei Hefte jährlich, darunter gemeinhin ein Themenheft pro Jahr.